# Vasile Chiroiu
Vasile Chiroiu (13 de agosto de 1910 - 9 de maio de 1976) foi um futebolista romeno que competiu na Copa do Mundo de 1938.